# Canton de Valence-4
Le canton de Valence-4 est une circonscription électorale française située dans le département de la Drôme en région Auvergne-Rhône-Alpes, dans l'arrondissement de Valence.
À la suite du redécoupage cantonal de 2014, les limites territoriales du canton sont remaniées.

## Histoire
Le canton de Valence-IV a été créé par décret du 24 décembre 1984 à l'occasion du redécoupage des anciens cantons de Valence-I, Valence-II et Valence-III.
Un nouveau découpage territorial de la Drôme entre en vigueur à l'occasion des élections départementales de mars 2015, défini par le décret du 20 février 2014, en application des lois du 17 mai 2013 (loi organique 2013-402 et loi 2013-403). Les conseillers départementaux sont, à compter de ces élections, élus au scrutin majoritaire binominal mixte. Les électeurs de chaque canton élisent au Conseil départemental, nouvelle appellation du Conseil général, deux membres de sexe différent, qui se présentent en binôme de candidats. Les conseillers départementaux sont élus pour 6 ans au scrutin binominal majoritaire à deux tours, l'accès au second tour nécessitant 12,5 % des inscrits au 1er tour. En outre la totalité des conseillers départementaux est renouvelée. Ce nouveau mode de scrutin nécessite un redécoupage des cantons dont le nombre est divisé par deux avec arrondi à l'unité impaire supérieure si ce nombre n'est pas entier impair, assorti de conditions de seuils minimaux. Dans la Drôme, le nombre de cantons passe ainsi de 36 à 19. 
Le canton est entièrement inclus dans l'arrondissement de Valence. Le bureau centralisateur est situé à Valence.

## Représentation

### Représentation de 1985 à 2015
| Période | Période | Identité                    | Étiquette | Qualité                                                                             |
| ------- | ------- | --------------------------- | --------- | ----------------------------------------------------------------------------------- |
| 1985    | 1992    | Pierre Favrat               | PS        | Adjoint au maire de Valence Ancien conseiller général du Canton de Valence-3        |
| 1992    | 1998    | Jean-Claude Laurent         | RPR       | Adjoint au maire de Valence                                                         |
| 1998    | 2004    | Francis Bérard              | PS        | Maquettiste, conseiller municipal de Valence                                        |
| 2004    | 2011    | Jean-Charles Faivre-Pierret | UMP       | Directeur adjoint du Centre Hospitalier Conseiller municipal de Valence (2001-2008) |
| 2011    | 2015    | Zabida Nakib-Colomb         | PS        | Adjointe au maire de Valence Elue en 2015 dans le Canton de Valence-2               |

### Représentation depuis 2015
| Période élective | Période élective | Mandat | Mandat   | Identité         | Nuance | Nuance | Qualité |
| ---------------- | ---------------- | ------ | -------- | ---------------- | ------ | ------ | --- |
| 2015             | 2021             | 2015   | 2021     | Patrick Labaune  |        | LR     | Député (2002-2017) Président du Conseil départemental (jusqu'en 2017)                                                                                            |
| 2015             | 2021             | 2015   | 2021     | Véronique Pugeat |        | UDI    | Première adjointe au maire de Valence depuis 2020 2e vice-présidente chargée de l'éducation et de l’enseignement supérieur Première adjointe au maire de Valence |
| 2021             | 2028             | 2021   | en cours | Laurent Monnet   |        | LR     | Adjoint au maire de Valence |
| 2021             | 2028             | 2021   | en cours | Véronique Pugeat |        | UDI    | Conseillère sortante, 6ème Vice-Présidente |

### Résultats détaillés

#### Élections de mars 2015
À l'issue du 1er tour des élections départementales de 2015, deux binômes sont en ballottage : Patrick Labaune et Véronique Pugeat (Union de la Droite, 52,87 %) et Michèle Ravelli et Pierre-Jean Veyret (PS, 47,13 %). Le taux de participation est de 47,93 % (8 212 votants sur 17 134 inscrits) contre 53,14 % au niveau départemental et 50,17 % au niveau national.
Au second tour, Patrick Labaune et Véronique Pugeat (Union de la Droite) sont élus avec 52,87 % des suffrages exprimés et un taux de participation de 47,93 % (4 059 voix pour 8 212 votants et 17 134 inscrits).

#### Élections de juin 2021
Le premier tour des élections départementales de 2021 est marqué par un très faible taux de participation (33,26 % au niveau national). Dans le canton de Valence-4, ce taux de participation est de 29,96 % (5 031 votants sur 16 790 inscrits) contre 34,1 % au niveau départemental. À l'issue de ce premier tour, deux binômes sont en ballottage : Laurent Monnet et Véronique Pugeat (Union à droite, 45,65 %) et Jean-Yves Dupriez et Hélène Le Gardeur (Union à gauche avec des écologistes, 23,27 %).
Le second tour des élections est marqué une nouvelle fois par une abstention massive équivalente au premier tour. Les taux de participation sont de 34,3 % au niveau national, 34,41 % dans le département et 31,29 % dans le canton de Valence-4. Laurent Monnet et Véronique Pugeat (Union à droite) sont élus avec 54,03 % des suffrages exprimés (2 699 voix pour 5 258 votants et 16 803 inscrits),,. 

## Composition

### Composition avant 2015

Localisation du canton de Valence-4 dans le département de la Drôme de 1984 à 2015.

Lors de sa création, le canton de Valence-IV se composait de la portion de territoire de la ville de Valence délimitée par l'axe des voies ci-après : route de Montéléger (C.D. 261), boulevard du Maréchal-Juin, chemin de Laprat, chemin de Robinson, chemin du Thon, rue des Frères-Montgolfier (jusqu'au croisement de la rue Hugues-le-Bon), rue Hugues-le-Bon (jusqu'au croisement de la rue Jean-Henri-Fabre), rue Jean-Henri-Fabre (jusqu'au canal des Moulins), canal des Moulins (jusqu'à la rue Dérodon), rue Dérodon, rue du Pont-du-Gât (jusqu'à la rue Jean-Jaurès), rue Jean-Jaurès (jusqu'au croisement de la rue du 4-Septembre), rue du 4-Septembre (jusqu'au croisement de la rue Marx-Dormoy), rue Marx-Dormoy (jusqu'au croisement de la rue Thiers), rue Thiers (jusqu'au croisement de l'avenue du Grand-Charran), avenue du Grand-Charran, avenue de Combe-Valaurie, avenue de Chabeuil, avenue du Vercors, rue du 8-Mai-1945, avenue du Maréchal-de-Lattre-de-Tassigny (jusqu'au croisement de la route de Montélier), route de Montélier (jusqu'au boulevard Winston-Churchill), boulevard Winston-Churchill, rue Mozart, rue Beethoven, route de Montélier (jusqu'à la limite de la commune de Saint-Marcel-lès-Valence) et par la limite de la commune de Saint-Marcel-lès-Valence jusqu'à la route de Montéléger (C.D. 261).
Quartiers de Valence inclus dans le canton : 
- Briffaut
- Fontbarlettes
- Grand Charran
- Petit Charran
- Les Martins
- Rousset

### Composition depuis 2015
| Nom                             | Code Insee | Intercommunalité        | Superficie (km2) | Population (dernière pop. légale)                | Densité (hab./km2) | Modifier                                    |
| ------------------------------- | ---------- | ----------------------- | ---------------- | ------------------------------------------------ | ------------------ | ------------------------------------------- |
| Valence (bureau centralisateur) | 26362      | CA Valence Romans Agglo | 36,69            | Fraction : 28 030 (2022) Commune : 64 288 (2022) | 1 752              | modifier les données · modifier les données |
| Canton de Valence-4             | 2618       |                         |                  | 28 030 (2022)                                    |                    | modifier les données                        |

Le nouveau canton de Valence-4 comprend la partie de la commune de Valence non incluse dans les cantons de Valence-1, Valence-2 et Valence-3.

## Démographie

### Démographie avant 2015
| 1990   | 1999   | 2006   | 2011   | 2012   |
| ------ | ------ | ------ | ------ | ------ |
| 14 860 | 15 338 | 15 251 | 15 038 | 14 780 |

### Démographie depuis 2015
En 2022, le canton comptait 28 030 habitants, en évolution de +3,19 % par rapport à 2016 (Drôme : +2,64 %, France hors Mayotte : +2,11 %).
| 2013   | 2018   | 2022   |
| ------ | ------ | ------ |
| 26 827 | 27 977 | 28 030 |